# Anacleto, agente secreto
Anacleto, agente secreto es una serie de historietas creada por Manuel Vázquez Gallego en 1964 para las revistas de la Editorial Bruguera, y protagonizada por el personaje homónimo. Es una de las cuatro obras más célebres de su autor, junto a las anteriores Las hermanas Gilda (1949) y La familia Cebolleta (1951), y la posterior Los cuentos del Tío Vázquez (1968).

## Trayectoria editorial
Anacleto apareció por primera vez en 1964 en el n.º 1753 de la revista "Pulgarcito", publicándose después en otras revistas de Bruguera, como Din Dan, El DDT, Gran Pulgarcito, Super Pulgarcito y Mortadelo.
Cabe mencionar que en el número 5 del fanzine erótico granadino Espuma, publicado en 1995, aparece una historia de Vázquez realmente inusual. Se trata de una historieta pornográfica en la que el propio Vázquez anima a sus criaturas más conocidas: las Hermanas Gilda y Anacleto, a practicar un menage à trois, con resultados, como se puede esperar, escandalosos.

## Argumento y personajes
La serie es una parodia de las novelas, películas y series de espías, entonces tan en boga, igual que otras historietas contemporáneas (El agente 007 de Torá y 7-7, cero a la izquierda de Rojas de la Cámarao la misma Mortadelo y Filemón, de Francisco Ibáñez).
Según algunos, el modelo de Anacleto sería James Bond; el propio Vázquez, sin embargo, aseguró en una ocasión que se había basado en Maxwell Smart, el protagonista de la serie televisiva Superagente 86. En Anacleto se hace uso continuado de todos los gags relacionados con el género: mensajes secretos, microfilms, agentes dobles, etc.
El protagonista es un hombre joven, de pelo negro, con un característico mechón en el flequillo y nariz alargada. Viste traje negro con camisa blanca y pajarita. En la boca tiene permanentemente un cigarrillo.
El otro personaje de la serie es el jefe de Anacleto, gordo, con la cabeza absolutamente calva y gafas. Para marcar iconográficamente la diferencia de status, el jefe fuma gruesos cigarros puros. Uno de los temas recurrentes de la serie es la relación de Anacleto con su jefe. Este manda a Anacleto a las misiones más difíciles, de las que sale frecuentemente mal parado, y le niega sistemáticamente los anticipos que su subordinado le solicita una y otra vez; por su parte, Anacleto procura engañar a su jefe siempre que puede. Este es el aspecto en que la serie toma un sesgo más costumbrista, e incluso de leve crítica social.
En varias ocasiones el villano de la historieta es el propio autor, bajo el nombre de el malvado Vázquez. Ocasionalmente aparece el Profesor Boro.
Los decorados, mayoritariamente urbanos, son minimalistas y esquemáticos, como es frecuente en la Escuela Bruguera. Otros escenarios frecuentes son los siguientes:
- El desierto, en especial el de Gobi: Acudir allí para realizar alguna misión es la fobia principal del protagonista, quien asediado por la sed solo ve espejismos en los que cae y desprecia el chiringuito real; en el caso de poder usarlo solo consigue dos bocadillos de anchoas y en último lugar al pedir la ansiada cerveza, el chiringuito cierra por cualquier motivo y se queda tirado aún más sediento.
- En segundo lugar las misiones en montañas altísimas que al final están dotadas de ascensor.
- También característico es el tiburón que persigue siempre a Anacleto en las misiones que tengan como escenario el mar (sea yendo a una isla, o cruzándolo con barco), este animal (a veces varios), pretende zamparse a Anacleto (aunque nunca lo consigue), pero mantiene una especie de amistad por oficio.

## Adaptaciones a otros medios
En la película El gran Vázquez el personaje de Anacleto aparece en varias escenas. El trabajo fue realizado por Phillip Vallentin para la empresa Espresso Animation.
En septiembre de 2015 se estrenó la película Anacleto: Agente secreto, interpretada por Imanol Arias, Quim Gutiérrez, Berto Romero, Rossy de Palma y Carlos Areces; dirigida por Javier Ruiz Caldera y con guion de Fernando Navarro, Pablo Alén y Breixo Corral.